# 超音速商務噴射機
超音速商務噴射機(supersonic business jet,SSBJ)是指速度達1馬赫，像小型商務噴射機的航空交通工具。通常能夠運送10名乘客，外形的大小相等於傳統的亞音速商務噴射機。較大型的超音速客機如協和式客機及圖-144相對起成本較高,噪音較大,範圍較小及引起對環境影響的關注（儘管協和式客機在這些問題上較圖-144不太明顯）。
幾個製造商（尤其是塞斯纳）認為，超音速客機能夠以小型的規模發展。此外，它認為小部分高價值的旅客（如行政人員及國家元首）胜过几千元的小顾客而找到它高速的價值。
目前沒有任何已完成的超音速商務噴射機，大部分仍在設計中,例如：
- Aerion SBJ
- 塞斯纳的未知型號
- 蘇霍伊-灣流 S21
- 圖-444
- SAI Quiet Supersonic Transport （页面存档备份，存于） （页面存档备份，存于）
- NEXST

有幾家公司，包括灣流噴射機，正在尋找減少及減輕聲爆的方法，如Quiet Spike。

## 外部連結
- "Supersonic Business Jets Announced." Flug Revue. December, 2004.
- "Bizjets a ‘commodity’ says Teal Group study." Kirby J. Harrison, Aviation International News. 2001.
- "Supersonic business jet announcement at NBAA （页面存档备份，存于）." Ken Vandruf, Wichita Business Journal. September 27, 2004.
- " （页面存档备份，存于）. In depth analysis of the Supersonic Business Jet, written by Jeremy R.C. Cox, and published by Forbes Magazine at their website.